# Physics of Wave Phenomena
Physics of Wave Phenomena is een internationaal, aan collegiale toetsing onderworpen wetenschappelijk tijdschrift op het gebied van de natuurkunde. De naam wordt in literatuurverwijzingen meestal afgekort tot Phys. Wave Phenom.